# バソプレッシン
バソプレッシン（英: Vasopressin）は、ヒトを含む多くの動物で見られるペプチドホルモンである。ヒトでは視床下部で合成され、脳下垂体後葉から分泌される。片仮名表記ではバゾプレシン（独: Vasopressin）などと書かれることもあり、抗利尿ホルモン(英: Antidiuretic hormone:ADH)、血圧上昇ホルモンとも呼ばれる。多くの動物ではアルギニンバソプレッシン(英: Arginine vasopressin:VP)だが、豚ではリシンバソプレッシン、鳥類ではアルギニンバゾトシンである。アルギニンバソプレシンは高用量で強力な血管収縮作用を持ち、心肺蘇生や敗血症などにおいて血管収縮薬として用いられる他、低用量で尿崩症の治療にも用いられる。合成アルギニンバソプレシン製剤(商品名　ピトレシン)が市販されている。

## ヒトにおいて
抗利尿ホルモンの名の通り、腎臓での水の再吸収を増加させることによって、利尿を妨げる働きをする。またVaso（管）+ press（圧迫）+ in から作られた語であることからもわかるように、血管を収縮させて血圧を上げる効果がある。

### 意義
利尿を妨げることは体液の喪失を防ぐことになり、脱水やショックなどのように循環血漿量が減少した時（血漿浸透圧が上昇した時）に体液を保持する意義がある。

### 構造
9アミノ酸からなるペプチドである。Cys-Tyr-Phe-Gln-Asn-Cys-Pro-Arg-Gly-CONH2のCysとCysがS-S結合でつながった構造。

### 合成・分泌
脳の視床下部にある神経細胞体で合成されたシグナルペプチド(SP)、バソプレッシン(VP)、ニューロフィジン(NPH)、糖タンパク質(GP)からなるプレプロプレッソフィジンと呼ばれるプレプロホルモンは、最初にシグナルペプチドを取り除かれプロホルモンとなり、軸索輸送により脳下垂体後葉にあるシナプスへ送られる間に開裂しバソプレッシンとなり、血管内へ分泌される。

### 受容・伝達
バソプレッシンのシグナルは腎臓の細胞膜にあるV2受容体を介して伝えられる。そして、3量体Gタンパク質であるGsタンパク質に情報は伝達され、それがアデニル酸シクラーゼを活性化させる。それによりATPがcAMPに変わり、そのcAMPはAキナーゼを活性化する。そのAキナーゼは小胞にあるアクアポリン2を管腔側に移行させて、管腔内の水を細胞内に再吸収する。それにより抗利尿作用が促進される。

### 作用機序
腎臓の尿細管細胞の1つである集合管内にあるアクアポリン2（AQP2）が管腔側細胞膜の間質液に移動し、集合管内の水の透過性が上昇し水分再吸収を促進する。

## バソプレッシンに関連した疾患
- 抗利尿ホルモン不適合分泌症候群(SIADH) - バソプレッシンの異常分泌、または腎臓のバソプレッシン感受性上昇により、低ナトリウム血症などを来す。
- 尿崩症 - バソプレッシンの合成障害または作用低下により、多尿などを来す。

## 治療薬としてのバソプレッシン

### ホルモン補充療法
バソプレッシンは、脳下垂体後葉の荒廃による分泌不全（中枢性尿崩症）に対して、注射剤として用いられている。
また、誘導体であるデスモプレッシンは、注射・点鼻の形で用いられている。

### 救急医療における適応
敗血症性ショックに対する血管収縮薬として、ノルアドレナリン投与で効果が不十分な場合に第二選択として投与が考慮される（『日本版敗血症ガイドライン2020』）。
以前、心停止に対する血管収縮薬の1つとして投与されていたこともあったが、現在のガイドライン（『JRC蘇生ガイドライン2015』：2020でも変更なし）では推奨されていない（『バソプレシンをアドレナリンの代用として使用すべきでないことを提案する（弱い推奨、低いエビデンス）』）。

## ヒト以外の生物において
腎臓とは異なるタイプの受容体が脳にも分布しており、バソプレッシンが動物の行動に影響を与えることがラットなどを用いた実験で報告されている。さらに幼少期のマウスにストレスを与えると、バソプレッシンの分泌が促進され、これによりエピジェネティックな調節によりバソプレッシンの分泌レベルが生涯にわたって高くなる。そのことにより記憶力の低下、適応性などに対する困難を生じるという結果が報告された。